# Redd Foxx
Pour les articles homonymes, voir Foxx.
Redd Foxx est un acteur américain né le 9 décembre 1922 à Saint-Louis, Missouri (États-Unis), mort le 11 octobre 1991 à Los Angeles (Californie).

## Filmographie
- 1960 : All the Fine Young Cannibals : Redd, Piano Player at Rose's
- 1970 : Le Casse de l'oncle Tom (Cotton Comes to Harlem) d'Ossie Davis : Uncle Bud / Booker Washington Sims
- 1972 - 1977 : Sanford and Son (série TV) : Fred Sanborn
- 1976 : Norman... Is That You? : Ben Chambers
- 1986 : The Redd Foxx Show (série TV) : Al Hughes
- 1987 : Ghost of a Chance (TV) : Ivory Clay
- 1989 : Les Nuits de Harlem (Harlem Nights) : Bennie Wilson
- 1991 : The Royal Family (série TV) : Alfonso Royal (1991)